# Поттер (округ, Техас)
Округ Поттер (англ. Potter County) расположен в США, штате Техас. Назван в честь Роберта Поттера конгрессмена и политика, члена временного правительства Республики Техас.  По состоянию на 2000 год, численность населения составляла 113 546 человек. Окружным центром является город Амарилло.

## География
По данным Бюро переписи США, общая площадь округа равняется 2388 км², из которых 2355 км² суша и 33 км² или 1,3% это водоёмы.

### Соседние округа
- Карсон (восток)
- Мур (север)
- Олдем (запад)
- Рандолл (юг)

### Национальные охраняемые территории
- Элибейтс-Флинт-Кворрис
- Озеро Мередит (часть)

## Демография

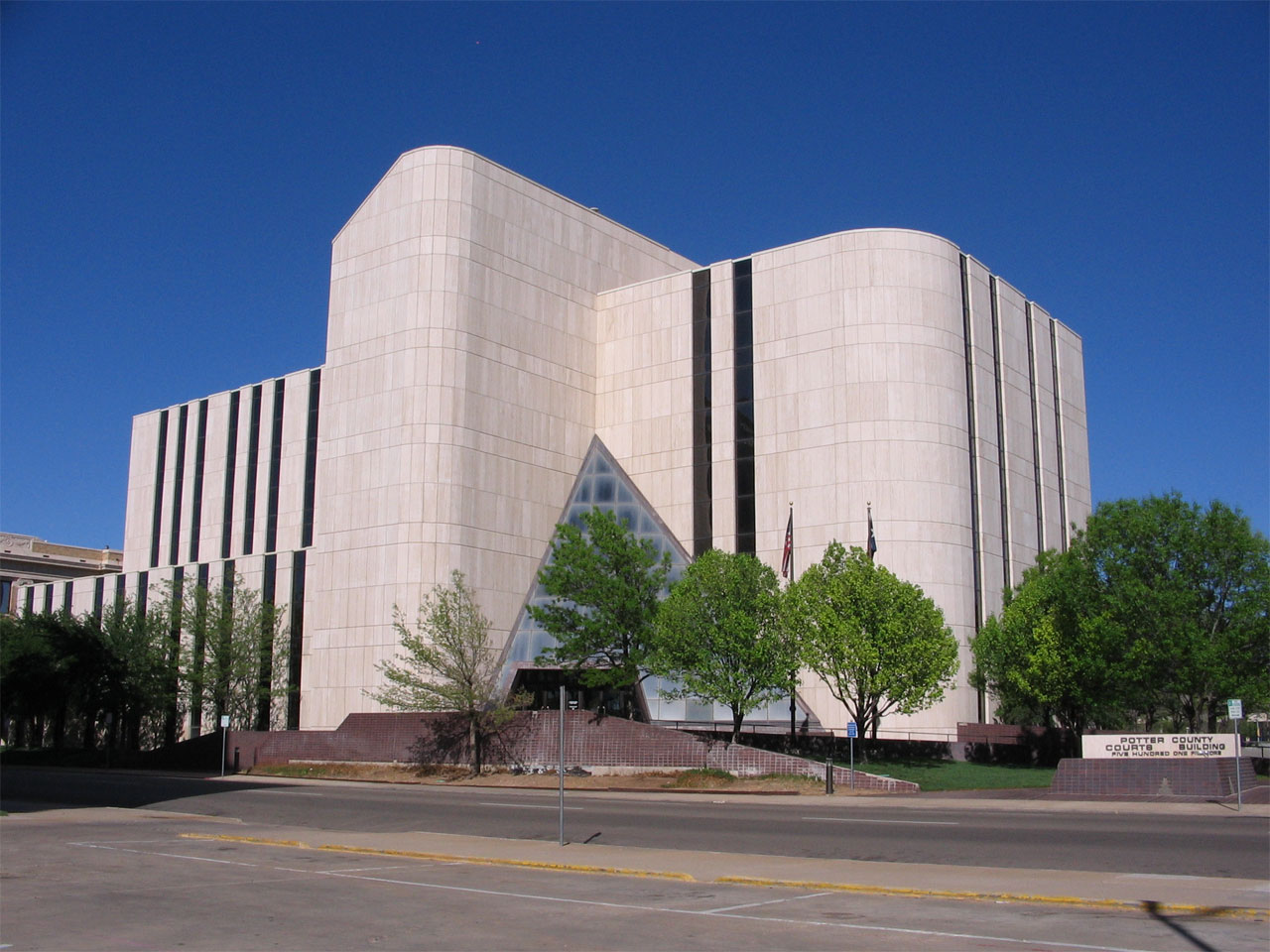
Здание окружного суда в Амарилло

По данным переписи населения 2000 года в округе проживало 113 546 жителей, в составе 40 760 хозяйств и 27 472 семей. Плотность населения была 48 человек на 1 квадратный километр. Насчитывалось 44 598 жилых домов, при плотности покрытия 19 построек на 1 квадратный километр. По расовому составу население состояло из 68,6% белых, 9,96% чёрных или афроамериканцев, 0,87% коренных американцев, 2,49% азиатов, 0,04% коренных гавайцев и других жителей Океании, 15,44% прочих рас, и 2,6% представители двух или более рас. 28,11% населения являлись испаноязычными или латиноамериканцами.
Из 40 760 хозяйств 34,7% воспитывают детей возрастом до 18 лет, 47,4% супружеских пар живущих вместе, 15% женщин-одиночек, 32,6% не имели семей. 27,6% от общего количества живут самостоятельно, 10,1% лица старше 65 лет, живущие в одиночку. В среднем на каждое хозяйство приходилось 2,61 человека, среднестатистический размер семьи составлял 3,21 человека.
Показатели по возрастным категориям в округе были следующие: 28% жители до 18 лет, 11,1% от 18 до 24 лет, 30,1% от 25 до 44 лет, 19,1% от 45 до 64 лет, и 11,7% старше 65 лет. Средний возраст составлял 32 года. На каждых 100 женщин приходилось 100,9 мужчин. На каждых 100 женщин в возрасте 18 лет и старше приходилось 100,2 мужчин.
Средний доход на хозяйство в округе составлял 29 492 $, на семью — 35 321 $. Среднестатистический заработок мужчины был 26 123 $ против 20 275 $ для женщины. Доход на душу населения был 14 947 $. Около 15,2% семей и 19,2% общего населения находились ниже черты бедности. Среди них было 25,3% тех кому ещё не исполнилось 18 лет, и 12,3% тех кому было уже больше 65 лет.

## Населённые пункты
- Амарилло[2]
- Бишоп-Хилс
- Бушленд (немуниципальная территория)